# 崔玉珠
崔玉珠（1934年—），女，朝鲜族，吉林延吉人，中国舞蹈家，吉林省延边歌舞团一级演员、一级编导，曾任中国舞蹈家协会常务理事。